# 李洪峰 (1950年)
李洪峰（1950年1月—），男，黑龙江肇州人，中华人民共和国政治人物。黑龙江省肇东师范学校中师专业毕业，大学专科学历。

## 生平
1973年加入中国共产党。历任共青团黑龙江省委常委、副秘书长；中共黑龙江省委政策研究室研究员；中共中央政策研究室调研员、党建组副组长、党建研究局局长；中央纪委驻新华社纪检组组长等职。2007年8月改任中央纪委驻文化部纪检组组长。